# 马里奥网球GC
《马里奥网球GC》是Camelot开发，任天堂于2004年在任天堂GameCube平台发行的体育类游戏。游戏是任天堂64游戏《马里奥网球64》的续作，也是马里奥网球系列的第四部作品。《马里奥网球GC》于2004年10月在日本发行，2004年11月在北美发行，2005年在澳洲发行。游戏于2009年作为“用Wii玩”——加入Wii控制的GameCube游戏——作品发行。游戏还是任天堂Selects选辑作品。
《马里奥网球GC》使用了马里奥系列中的许多角色、主题和地点。游戏使用了基本的网球机制，但亦有变种计分形式与游戏目标。其他变种有“花招”球场，直接影响游戏操作的主题球场与道具。游戏有18名可玩角色，并依照他们的比赛风格分类，各角色都有独特的“必杀一击”招式。《马里奥网球GC》和《马里奥高尔夫 家庭巡回赛》同时开发，在制作中互相共享相似的技术和内容。相似点包括在角色与设定上突出马里奥主题，以及“强力一击”等可选游戏模式。
游戏获得评价普遍积极，在GameRankings上得分为81%，在Metacritic得分为80/100。评论称赞游戏的深度与多样性，但批评了强力一击动画无法跳过。游戏被选入2010年书籍《死前必玩的1001款电子游戏》。